# Дом А. И. Матвеевой
Дом А. И. Матве́евой — памятник архитектуры XIX в., расположенный в Москве (ул. Пречистенка, д. 14/1).

## История
Бывший жилой дом А. И. Матвеевой находится на пересечении двух улиц — Пречистенки и Хрущёвского переулка. В начале XIX века владение принадлежало поручику А. Д. Данилову, однако усадьба сильно пострадала во время пожара 1812 года. Затем усадьбой владели князь Н. С. Вяземский и С. В. Охотникова. В 1860 году старую усадьбу выкупила потомственная гражданка купчиха Анна Ивановна Матвеева. Ей и её сыну здание принадлежало до 1917 года. В 1875 году А. И. Матвеева наняла знаменитого московского архитектора А. С. Каминского для строительства на участке нового здания. Существующее сегодня здание было построено архитектором в 1875—1880 годах. Каминский в 1856 году получил золотую медаль Императорской Академии художеств в Санкт-Петербурге и был отправлен в пенсионерскую поездку в Италию. В 1860 году Каминский в Риме познакомился с одним из братьев Третьяковых. Возможно это и было основной причиной, которая побудила будущего архитектора вернуться из Италии не в Санкт-Петербург, а в Москву. В Москве Каминский работал сначала младшим, а затем и старшим помощником К. А. Тона на строительстве храма Христа Спасителя. Благодаря женитьбе на сестре братьев Третьяковых Каминский был вхож во многие богатые дома Москвы, а благодаря своему таланту, он стал одним из самых востребованных архитекторов того времени.

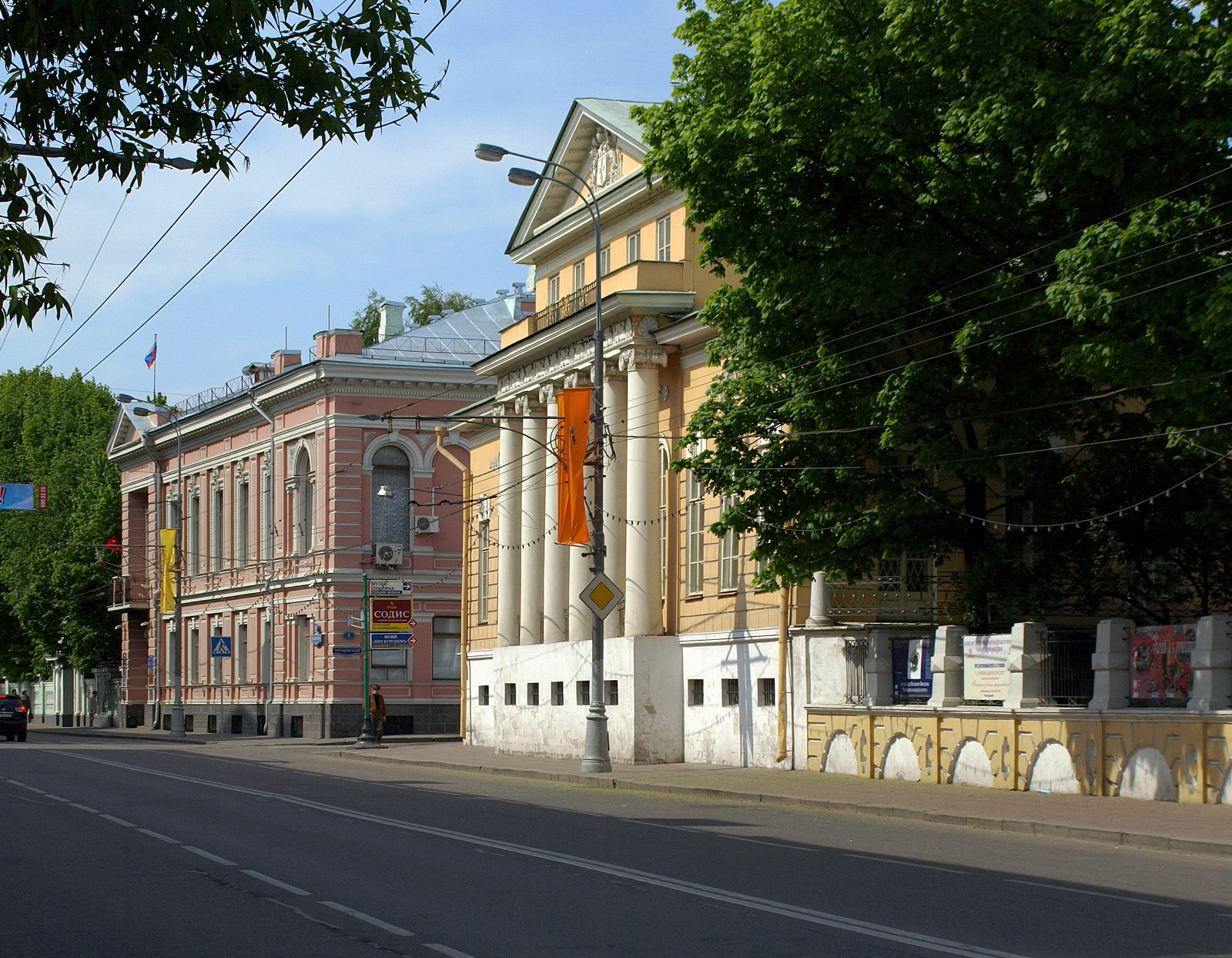
Дом А. И. Матвеевой (на заднем плане) в 2008 году

## Архитектура
Особняк выстроен А. С. Каминским в стиле эклетика. Фасад здания ассиметричен, его главный вход расположен не по центру особняка, а слева. Нарядный вход оформлен в виде миниатюрного двухколонного портика. На главном фасаде входная группа под балконом имеет полуциркульный фронтон, дверь фланкирована полукруглыми пилястрами. Над входной дверью помещается изящный балкончик с эффектным оформлением двери. По сторонам двери расположены высокие узкие окна такой же высоты как дверь. Окна первого этажа здания украшены замковыми камнями, над окнами центральной части фасада на втором этаже помещены маскароны. Выступающий ризалит здания декорирован рустом во всю свою высоту. Также рустом оформлен и вестибюль. В доме хорошо сохранились интерьеры: например, на втором этаже — парадная анфилада комнат с богатой лепниной и декором, напоминающим традиции рококо. Важным элементом интерьера является парадная лестница с металлическими перилами со сложным орнаментальным рисунком. Первый этаж оформлен скромнее, но не менее эффектно. В некоторых комнатах сохранились настоящие камины. Декор бокового фасада дома, выходящего на Хрущёвский переулок, выполнен проще. Здесь нет маскаронов на окнах, взгляд притягивает только угловой ризалит со сдвоенными окнами по типу венецианских на втором этаже.

## Современное состояние
В настоящее время здание занимает Управа района Хамовники. В рабочие дни в здание можно зайти и полюбоваться лестницей на второй этаж, а также вестибюлем, где находится ещё один каменный камин с изящной отделкой, а также мозаичный пол. В парадной на плитке расположена частично сохранившаяся до наших дней приветственная латинская надпись «SALVE». В мае 2019 года завершилась реставрация парадной лестницы дома.